# سیتی پاپ
سیتی پاپ، City pop (シティ・ポップ shitī poppu) شاخه‌ای از موسیقی پاپ ژاپنی است که در اواخر دهه ۷۰ میلادی ظهور کرد و در دهه ۱۹۸۰ به اوج خود رسید. این موسیقی در اصل به عنوان شاخه‌ای از «موسیقی جدید» (به انگلیسی:New Music) ژاپن تلقی می‌شد اما شامل گستره‌ای از سبک‌های دیگر مانند، سافت راک، موج نو، آر اند بی، فانک، ای او آر و بوگی نیز می‌شود. این موسیقی در زمان شکوفایی اقتصادی ژاپن مطرح شد و با فناوری‌های جدید آن زمان از جمله واکمن، ضبط کاست‌خور خودرو و ساز الکترونیک، توانست سبک جدیدی از موسیقی را برای طبقه مرفه ژاپن به وجود آورد.
تقریباً هیچ اجماعی در بین محققان در مورد تعریف سبک سیتی پاپ وجود ندارد. در ژاپن، مفهوم سیتی پاپ بیشتر به سبکی از موسیقی اشاره دارد که «احساس زندگی شهری» را القا می‌کند و مخاطبان آن نیز به طبع، شهرنشینان هستند.
بسیاری از هنرمندان این سبک از موسیقی‌دانان ژاپنی تأثیری نپذیرفته و به جای آن، تا حد زیادی از سبک‌های موسیقی آمریکایی مانند سافت راک، بوگی و فانک استفاده کردند. همچنین می‌توان تأثیر سبکی‌های مثل، دیسکو، جاز فیوژن، موسیقی تراپیکل، موسیقی لاتین، اوکی ناوان و موسیقی کاربیانی را در سبک سیتی پاپ دید.
خواننده و ترانه‌سرا ژاپنی، تاتسورو یاماشیتا که از آغاز کنندگان و یکی از موفق‌ترین خوانندگان این سبک بوده، اغلب به عنوان «شاه سیتی پاپ» از او یاد می‌شود.
در پایان دهه ۸۰ و اوایل دهه ۹۰ میلادی، این سبک موسیقی به علت تغییر ذائقه نسل جوان بعدی به حاشیه رانده شد و مقبولیت پیشین خود را از دست داد؛ اما در دهه ۲۰۱۰ میلادی به سبب ظهور سایت‌های مثل یوتوب و سایت‌های اشتراک گذاری موسیقی، این سبک توانست محبوبیت بسیار بالایی در جوامع بین‌المللی و سایت‌های اینترنتی خارج از ژاپن پیدا کند که باعث شد ناشران موسیقی ژاپنی بعد از نزدیک به سه دهه دوباره انتشار این سبک از موسیقی را آغاز کنند؛ همچنین ظهور مجدد این سبک سبب متولد شدن سبک‌ها و زیر سبک‌های جدیدی مثل ویپورویو، فیوتر فانک، هاردویپور، اَستَتیک و لو-فی هیپ هاپ شد.
محققان بر این باورند که دلیل بازگشت و محبوبیت فراوان دوباره این سبک، و همچنین شناخته شدنش در خارج از ژاپن به علت محبوبیت ترانه عشق پلاستیکی از خواننده مطرح ژاپنی ماریا تاکوچی است.
در سال ۲۰۱۷ ریمیکس ۸ دقیقه ایی از عشق پلاستیکی در سایت یوتوب آپلود شد که در ظرف مدت زمان کوتاهی توانست پیش از ۲۴ میلیون بازدید به دست آورد و باعث شناخته شدن این سبک در خارج از ژاپن شود؛ موفقیت و محبوبیت فراوان عشق پلاستیکی در فضای مجازی توانست پیش از ۳۰ سال از کنار رفتن این سبک آن را نه تنها احیا بلکه آن را به محبوبیتی برساند که حتی در دوران اوج این سبک در دهه ۸۰ میلادی نیز شاهد نبوده است.

## همچنین بخوانید
- ترانه عشق پلاستیکی که به همراه ترانه «با من بمان میکی ماتسوبارا» باعث محبوبیت فراوان سبک سیتی پاپ شد.
- ترانه با من بمان از میکی ماتسوبارا که در سال ۲۰۲۱ میلادی محبوبیت فراوانی کسب کرد.
- فهرست هنرمندان سبک سیتی پاپ